# 閏月戈
閏月戈是日本插畫家。主要工作為輕小說插畫。代表作品是《就算是哥哥，有愛就沒問題了，對吧》。

## 作品列表
輕小說插畫
- 就算是哥哥，有愛就沒問題了，對吧 - 鈴木大輔作，MF文庫J，東立出版社、天闻角川代理發行
- 我被綁架到貴族女校當「庶民樣本」 - 七月隆文作，一迅社文庫，東立出版社代理發行
- 不眠魔王與克蘿諾的世界 - 明月千里作，GA文庫，青文出版社代理發行[1]
- - 一橋鶫作，Fami通文庫
- 魔劍的愛莉絲貝兒 - 赤松中學作，電擊文庫，台灣角川代理發行

其他
- 漫畫撰集（Enterbrain）封面插畫

## 外部連結
- http://uruugekka.web.fc2.com// （页面存档备份，存于） （日語）
- 閏月戈的X（前Twitter） （日語）
- http://takemikaduki.blog44.fc2.com/ （页面存档备份，存于）（與閏月戈的同人社團） （日語）